# Melocichla mentalis
La yerbera bigotuda (Melocichla mentalis) es una especie de ave paseriforme de la familia Macrosphenidae propia de África. Es la única especie del género Melocichla.

## Distribución y hábitat
Se encuentra en gran parte del África subsahariana, salvo su cono sur. Su hábitats son la sabana húmeda y el matorral tropical.